# Cataratas Bridal Veil

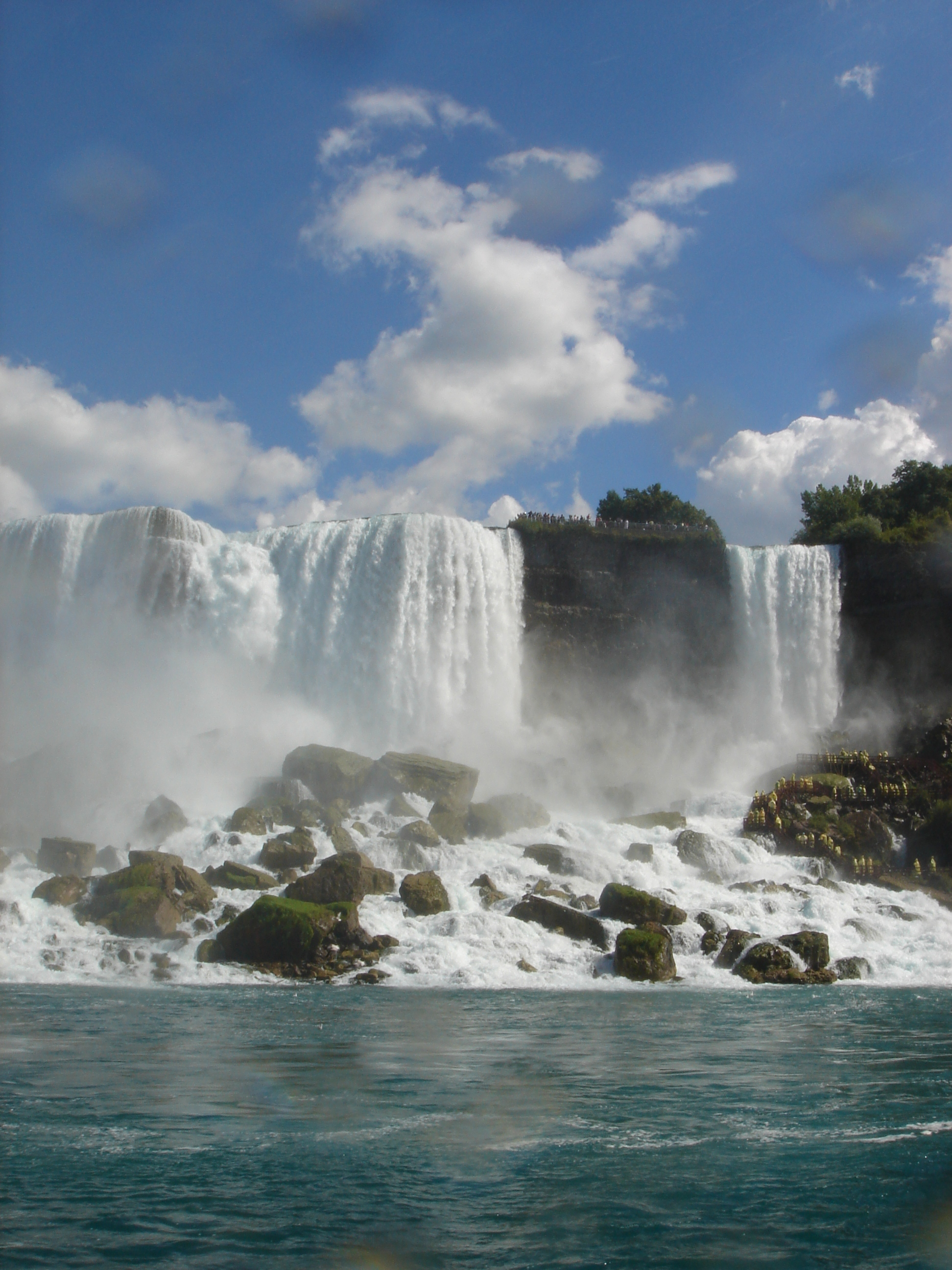
Vista das Cataratas Bridal Veil, as menores à direita.

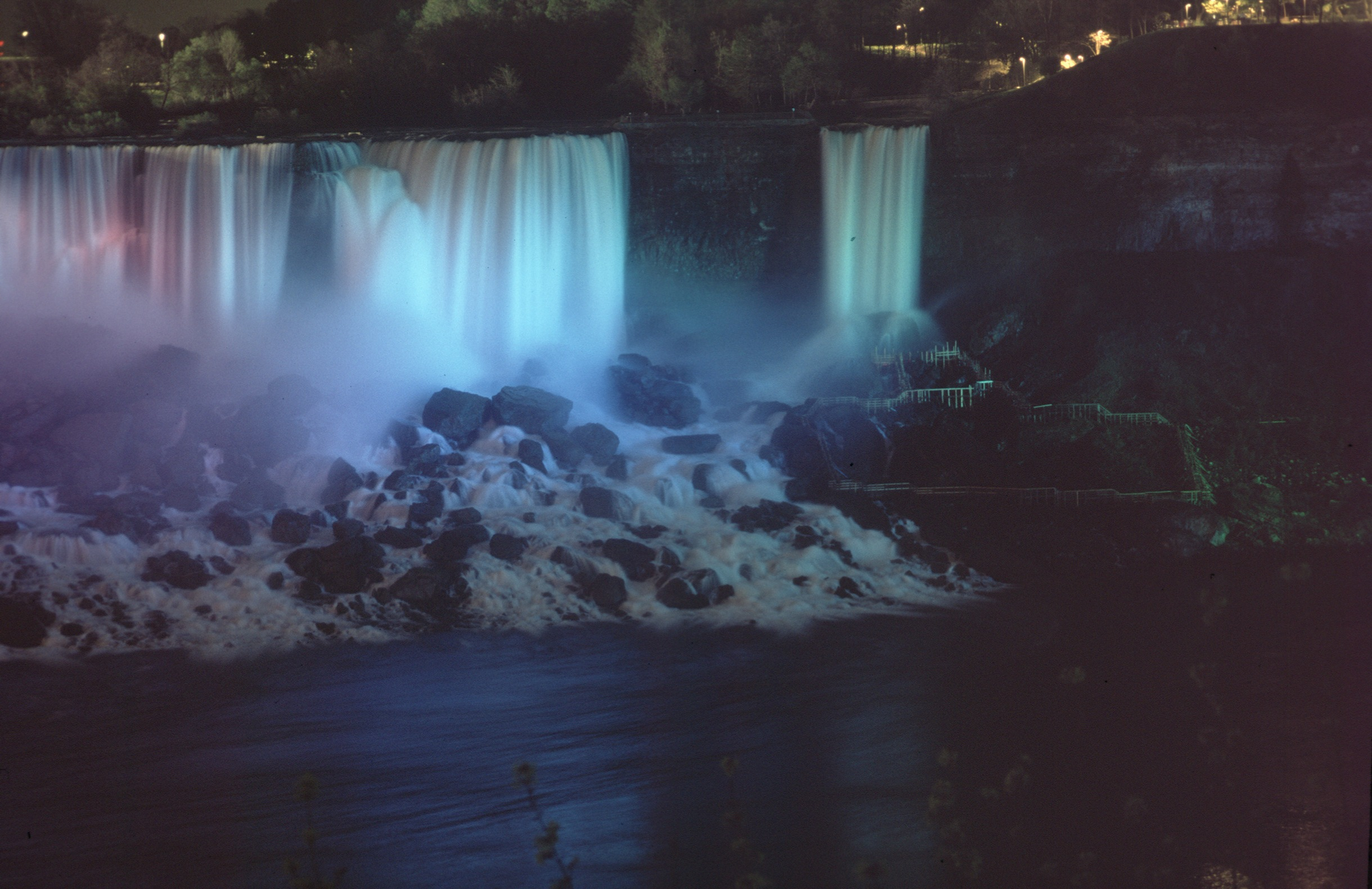
A iluminação das Cataratas Bridal Veil (a catarata menor, à direita) à noite.

As Cataratas Bridal Veil são uma das três cataratas que formam as Cataratas do Niágara, as outras sendo as Cataratas Canadenses e as Cataratas Americanas. Estão localizadas entre a Luna Island e a Goat Island e são as menores das três cataratas. Bridal Veil significa "véu de casamento", em português. As Cataratas Bridal Veil estão viradas para o noroeste e possuem uma crista de 17 metros de largura.
Visualmente, são parecidas com as Cataratas Americanas, começando com uma queda vertical de 24 metros e seguida pela violenta descida da água até aos pedregulhos da base em direcção ao Rio Niágara que se encontra 31 metros abaixo do nível superior das cataratas. A queda vertical das Cataratas Bridal Veil possui 55 metros de altura, mas a crista das cataras pode atingir os 155 metros. É a menor das três cataratas, e menos de 1% do volume do Rio Niágara passando pelas Cataratas do Niágara desaguam nas Cataratas Bridal Veil.
A atração Cave of the Winds das Cataratas do Niágara leva até à base das Cataratas Bridal Veil.